# Woodbine, Kansas
Woodbine är en ort i Dickinson County i Kansas. Vid 2010 års folkräkning hade Woodbine 170 invånare.